# 霍諾卡 (夏威夷州)
霍諾卡（英語：Honokaa）是位於美國夏威夷州夏威夷縣的一個人口普查指定地區。

## 地理
霍諾卡的座標為20°04′39″N 155°27′51″W / 20.07750°N 155.46417°W，而該地最高點為海拔高度303米（即994英尺）。

## 人口
根據2010年美國人口普查的數據，霍諾卡的面積為3.28平方千米，均為陸地。當地共有人口2258人，而人口密度為每平方千米688人。